# ATP Cup
La ATP Cup és una competició tennística disputada anualment entre països organitzada per l'Associació de Tennistes Professionals. El torneig el disputen 24 països escollits en base el rànquing ATP. Se celebra durant deu dies a la primera setmana del calendari en diverses ciutats australianes, com a preparació de l'Open d'Austràlia.
La competició va néixer per ocupar el lloc que havia deixat l'ATP World Team Cup, que es disputava a Düsseldorf des del 1978 al 2012. La primera edició de l'ATP Cup es va disputar l'any 2020 i els tres primers anys es va celebrar en les ciutats de Brisbane, Perth i Sydney, tot i que la fase final només es disputava a Sydney.

## Història
Durant el 2018, l'ATP va anunciar els seus plans per organitzar una nova competició de tennis per equips seguint el canvi de format que va realitzar la Copa Davis el mateix any. L'ATP havia organitzat anteriorment l'ATP World Team Cup que es disputava a Düsseldorf des del 1978, però que es va cancel·lar l'any 2012 degut al poc interès que despertava pels tennistes més importants del circuit. Inicialment es va pensar en recuperar aquest torneig amb un canvi de format més atractiu, però finalment també es va canviar el nom per ATP Cup. Posteriorment es va confirmar que Austràlia s'encarregaria de l'organització de la competició en diverses ciutats. L'elecció de les ciutats va comportar diversos canvis en el calendari ATP, en el torneig de Brisbane es van cancel·lar les proves masculines mantenint les femenines, en canvi, el torneig de Sydney es va traslladar a Adelaida. Pel que fa a Perth, que organitzava la Hopman Cup, van optar per suspendre l'edició de 2020 però la Federació Internacional de Tennis va confirmar que la competició no desapareixia i que el 2021 es disputaria en un nou emplaçament.
La segona edició del torneig (2021) s'havia de disputar en les ciutats australianes de Brisbane, Perth i Sydney en la primera setmana del calendari, però degut a la pandèmia de COVID-19, l'organització del torneig va decidir celebrar-lo a Melbourne la primera setmana de febrer per complir amb les mesures de seguretat de les autoritats australianes. Per reduir la seva durada, també es va reduir a la meitat el nombre de 24 països participants a 12.

## Classificació
Els equips participants venen determinats pel rànquing individual del seu millor tennista en la temporada anterior. Una setmana després del US Open, es confirmen els primers divuit països basats en el seu millor tennista. Els sis darrers països s'anuncien la darrera setmana del circuit ATP, coincidint amb la disputa de les ATP Finals. El país organitzador es classifica via invitació si no ho aconsegueix sobre la base del rànquing.

## Format
La competició es disputa per 24 equips dividits en sis grups de quatre, dos grups a cada seu. Els enfrontaments entre països estan formats per dos partits individuals i un de dobles: primer l'enfrontament individual entre els segons tennistes dels equips, llavors l'individual entre els millors, i finalment el partit de dobles, que es disputa igualment encara que no sigui decisiu per l'eliminatòria. Els sis guanyadors més els dos segons millor classificats es classifiquen pels quarts de final en una fase final de play-off tradicional.

## Seus
| Anys | Seu fase final             | Altres seus                                   | Superfície |
| ---- | -------------------------- | --------------------------------------------- | ---------- |
| 2020 | Ken Rosewall Arena, Sydney | Pat Rafter Arena, Brisbane Perth Arena, Perth | Dura       |
| 2021 | Melbourne Park, Melbourne  |                                               | Dura       |
| 2022 | Ken Rosewall Arena, Sydney | Qudos Bank Arena, Sydney                      | Dura       |

## Palmarès
| Any  | Campió | Finalista | Resultat |
| ---- | ------ | --------- | -------- |
| 2022 | Canadà | Espanya   | 2 − 0    |
| 2021 | Rússia | Itàlia    | 2 − 0    |
| 2020 | Sèrbia | Espanya   | 2 − 1    |

## Estadístiques
| Títols | Finalista | País    | Edicions títol | Edicions finalista |
| ------ | --------- | ------- | -------------- | ------------------ |
| 1      | 0         | Canadà  | 2022           |                    |
| 1      | 0         | Rússia  | 2021           |                    |
| 1      | 0         | Sèrbia  | 2020           |                    |
| 0      | 2         | Espanya |                | 2020, 2022         |
| 0      | 1         | Itàlia  |                | 2021               |

## Distribució de punts ATP
| Tipus      | Rànquing jugador | Ronda           | Punts per victòria segons rànquing rival | Punts per victòria segons rànquing rival | Punts per victòria segons rànquing rival | Punts per victòria segons rànquing rival | Punts per victòria segons rànquing rival |
| Tipus      | Rànquing jugador | Ronda           | Núm. 1–10                                | Núm. 11–25                               | Núm. 26–50                               | Núm. 51–100                              | Núm. 100+                                |
| ---------- | ---------------- | --------------- | ---------------------------------------- | ---------------------------------------- | ---------------------------------------- | ---------------------------------------- | ---------------------------------------- |
| Individual | Núm. 1–300       | Final           | 250                                      | 200                                      | 150                                      | 75                                       | 50                                       |
| Individual | Núm. 1–300       | Semifinals      | 180                                      | 140                                      | 105                                      | 50                                       | 35                                       |
| Individual | Núm. 1–300       | Quarts de final | 120                                      | 100                                      | 75                                       | 35                                       | 25                                       |
| Individual | Núm. 1–300       | Fase grups      | 75                                       | 65                                       | 50                                       | 25                                       | 20                                       |
| Individual | No. 301+         | Final           | 85                                       | 85                                       | 85                                       | 85                                       | 55                                       |
| Individual | No. 301+         | Semifinals      | 55                                       | 55                                       | 55                                       | 55                                       | 35                                       |
| Individual | No. 301+         | Quarts de final | 35                                       | 35                                       | 35                                       | 35                                       | 25                                       |
| Individual | No. 301+         | Fase grups      | 25                                       | 25                                       | 25                                       | 25                                       | 15                                       |
| Dobles     |                  | Final           | 85                                       | 85                                       | 85                                       | 85                                       | 85                                       |
| Dobles     | Semifinals       | 55              | 55                                       | 55                                       | 55                                       | 55                                       |                                          |
| Dobles     | Quarts de final  | 35              | 35                                       | 35                                       | 35                                       | 35                                       |                                          |
| Dobles     | Fase grups       | 25              | 25                                       | 25                                       | 25                                       | 25                                       |                                          |

- Màxim 750 punts per jugador individual no derrotat, 250 punts per dobles.